# Шалом, Авраам
Авраам Шалом (род. Авраам Бендор, 7 июля 1928, Вена, Австрия — 19 июня 2014) — деятель израильских вооружённых сил и спецслужб. В 1980—1986 годах директор Общей службы безопасности (ШАБАК), откуда был вынужден уйти после дела о маршруте номер 300.

## Биография
Авраам Бендор родился в Вене в 1928 году. После аншлюса его семья подверглась преследованиям и в конце концов в 1939 году бежала в подмандатную Палестину, где поселилась в Тель-Авиве. В 1946 году Авраам вступил в «Пальмах», служил в отрядах «Пальям» в кибуцах Ягур и Маоз-Хаим. Во время Войны за независимость Израиля участвовал в обороне Мишмар-ха-Эмека, установлении израильского контроля над Галилеей и Негевом, боях за Лидду, Рамлу и Латрун. Уволился из вооружённых сил в конце 1949 года и в 1950 году поступил на службу в Общую службу безопасности (ШАБАК).
В ШАБАКе Авраам Шалом вначале работал в оперативном отделе в Хайфе, но уже в 1952—1954 годах возглавлял оперативные отделы на юге страны и в Иерусалиме. После трёхлетней миссии за границей некоторое время проработал в другой израильской спецслужбе — «Моссаде». В 1959 году вернулся в ШАБАК и вскоре был назначен директором оперативного управления. В 1960 году Шалом, на тот момент ещё заместитель директора оперативного управления, был членом группы, похитившей в Аргентине нацистского преступника Адольфа Эйхмана. После убийства израильских спортсменов на мюнхенской Олимпиаде Шалом был в 1972 году назначен директором охранного управления ШАБАКа.
В 1980 году Авраам Шалом стал директором ШАБАКа. В период, когда Шалом занимал эту должность, ШАБАК раскрыл «Еврейское подполье», члены которого совершили ряд терактов против арабского населения Западного берега реки Иордан. В 1986 году, однако, ему пришлось оставить пост из-за скандала вокруг действий его службы в связи с делом о маршруте номер 300. Двое из палестинских боевиков, совершивших в апреле 1984 года теракт в автобусе номер 300, были захвачены живыми и допрашивались сотрудниками ШАБАК, после чего были убиты — по словам высокопоставленных сотрудников организации, по личному приказу Шалома (позже, в 1996 году, такое признание сделал в частности бывший начальник оперативного отдела «Шабака» Эхуд Ятом). Вслед за убийством террористов была сделана попытка скрыть факты от общественности. Шалом был в числе сотрудников ШАБАКа, помилованных в связи с этим делом президентом Израиля Хаимом Герцогом. В прессе сообщалось, что в прошении о помиловании Шалом писал президенту, что все его действия совершались «с согласия и по распоряжению» начальства (то есть премьер-министра Израиля), но Ицхак Шамир, бывший главой правительства в 1984 году, отверг обвинения в причастности к этому делу.
После увольнения из спецслужб Шалом занял высокий административный пост в корпорации Шауля Айзенберга, став в ней вторым бывшим деятелем спецслужб после Давида Кимхи. Позже он сблизился с левым политическим лагерем в Израиле, в частности выступив в поддержку Женевской инициативы — неофициального проекта мирного соглашения между Израилем и палестинцами, предусматривавшего ликвидацию еврейских поселений и раздел Иерусалима. В 2012 году в документальном фильме «Привратники» Шалом также выступал с критикой обращения израильских властей с палестинцами.